# Iacobus
Iacobus è un romanzo del 2000 della scrittrice spagnola Matilde Asensi, pubblicato in Italia dalla Sonzogno nel 2005.

## Trama
La storia di questo romanzo prende avvio nel 1319 con un prologo in cui si presenta come narratore Galcerán de Born, celebre erudito, cavaliere dell'Ordine degli Ospitalieri di San Giovanni di Gerusalemme e medico all'ospedale dell'Ordine a Rodi. 
Il narratore ci vuol presentare gli ultimi quattro anni della sua vita, quelli che dice lo abbiano convinto esista un supremum fatum che tessa i fili degli eventi con una lucida visione del futuro, senza tener conto alcuno dei nostri progetti e i nostri desideri.
Dopo questo prologo inizia dunque la vicenda del protagonista a partire dall'anno 1315. Galcerán si reca da Rodi in Spagna presso il monastero mauriziano di Ponç de Riba. Qua egli è alla ricerca di suo figlio Jonás, come lo chiama lui, o meglio Garcia, per come è stato battezzato alla nascita. Il ragazzo è infatti un novicius del monastero, dove è stato abbandonato appena nato dalla madre che, per il disonore di una relazione sconveniente con Galceran era stata costretta a lasciare il figlio a prendere i voti monastici (stessa sorte era toccata al nostro protagonista, costretto a farsi monaco e a essere esiliato a Rodi).
Nella sua permanenza a Ponç de Riba, Galcerán prende Jonás sotto la sua protezione, senza tuttavia rivelargli ancora la sua figura di padre. Accade però che a Ponç de Riba arrivino un giorno dei Cavalieri Giovanniti con ordini per Galceran che giungono direttamente dal soglio papale di Giovanni XXII. L'ordine è di recarsi immediatamente ad Avignone, da dove Galceran, in compagnia del figlio, dovrà compiere una pericolosa missione volta a scoprire come siano morti il predecessore del pontefice Papa Clemente, il re Filippo di Francia e il cavaliere Guglielmo di Nogaret, maledetti da Jacques de Molay, ultimo gran maestro dei Templari quando questi era stato messo al rogo senza praticamente alcuna accusa fondata. Il timore del Papa è che i Templari c'entrino in qualche modo con le morti di questi tre uomini, principali artefici della condanna di de Molay. 
Inoltre, scopo ancor più importante della missione è quello di trovare tracce del tesoro del Tempio di Salomone, che si dice i Templari abbiano ritrovato a Gerusalemme, nonché le prove dell'esistenza della leggendaria Arca dell'Alleanza dove si dovrebbero trovare le Tavole della Legge, dettate da Dio a Mosè.
Galceran arriverà così fino a Parigi, dove incontrerà la maga ebrea Sara, della quale egli si innamorerà sin dal primo istante, nonostante la sua impossibilità a sposarsi dovuto ai suoi voti monastici. Tornato ad Avignone con le prove della colpa dell'Ordine Templare, Galceran dovrà però subito immergersi in un nuovo e complicato viaggio che lo porterà in pellegrinaggio da Avignone a Santiago di Compostela, lungo il cammino di San Iacobus, attraverso tracce e simboli che potrà interpretare solo grazie al suo infallibile ingegno, inseguito dalla costante minaccia di cavalieri templari che si celano nell'ombra e faranno di tutto per non permettere a Galcerán, Jonás e alla maga Sara che si riunirà ai due, di portare a termine la loro missione.

## Edizioni
- Matilde Asensi, Iacobus, traduzione di Andrea Carlo Cappi, Sonzogno, 2005,  p. 385, ISBN 88-454-1278-4.